# Calheta (Madeira)
Calheta este un oraș situat în nord-vestul insulei Madeira, Portugalia. Are o populație de 2.927 locuitori (date din 2001).
- Populație: 11.946 (2001)
- Suprafața: 115,65 km²/11.565 ha
- Densitate: 78.8/km²
- Cod poștal: 92??
- Coordonate: 32,71667 (32°43') N, 17,21667 (17°11') V

| Numele              | Populație | Suprafața | Densitate | Altitudine | Locație                                 |
| ------------------- | --------- | --------- | --------- | ---------- | --------------------------------------- |
| Arco da Calheta     | 3.241     | 23 km²    | 129,6/km² | 0 m        | 32,7 (32°42') N 17,15 (17°9') W         |
| Calheta             | 1.700     | 21 km²    | 81/km²    | 0 m        | 32,71667 (32°43') N 17,21667 (17°11') W |
| Estreito da Calheta | 1.620     | 13,4 km²  | 121.6/km² | 0 m        | 32,71667 (32°43') N 17,2 (17°12') W     |
| Fajã da Ovelha      | 1.016     | 24 km²    | 42,3/km²  | 76 m       | 32,7667 (32°46') N 17,2333 (17°20') W   |
| Jardim do Mar       | 252       | 2,55 km²  | 98,8/km²  | 0 m        | 32,733 (32°44') N 17,21667 (17°13') W   |
| Paúl do Mar         | 885       | 1,7 km²   | 520,6/km² | 0 m        | 32,75 (32°45') N 17,233 (17°14') W      |
| Ponta do Pargo      | 1.145     | 22 km²    | 52/km²    | 104 m      | 32,8 (32°48') N 17,25 (17°15') W        |
| Prazeres            | 673       | 13 km²    | 51,7/km²  | 140 m      | 32,733 (32°46') N 17,2 (17°12') W       |

| Nordvest: | Nord: Porto Moniz | Nordest: São Vicente |
| Vest:     | Calheta           | Est: Ponta do Sol    |
|           | Sud:              |                      |